# Devagama venosa
Devagama venosa är en insektsart som beskrevs av William Lucas Distant 1906. Devagama venosa ingår i släktet Devagama och familjen sköldstritar. Inga underarter finns listade i Catalogue of Life.